# Kynaigeiros
Kynaigeiros (altgriechisch Κυναίγειρος oder Κυνέγειρος, latinisiert Cynaegeirus, † 490 v. Chr.) war ein Angehöriger des antiken attischen Adelsgeschlechts der Eupatriden und Bruder des Tragödiendichters Aischylos.
Kynaigeiros, der Sohn des Euphorion von Eleusis, nahm mit seinem Bruder Aischylos 490 v. Chr. als Soldat an der Schlacht bei Marathon gegen die eindringende Armee des Perserkönigs Dareios I. teil. Trotz der zahlenmäßigen Überlegenheit der Perser wurden diese besiegt und flohen zurück zu ihren Schiffen. Die Athener verfolgten sie und Kynaigeiros wurde bei seinem Versuch, ein persisches Schiff mit seiner bloßen Hand festzuhalten, durch das Abschlagen dieser Hand getötet.
Sein Tod wurde zu einem Wahrzeichen des kulturellen Gedächtnisses im antiken Griechenland und auch in der Literatur beschrieben, um patriotische Gefühle für künftige Generationen zu entflammen. Polygnotos hat Kynaigeiros’ Tod auf dem Gemälde der Schlacht von Marathon in der Stoa Poikile in Athen um 460 v. Chr. dargestellt.
Sein Tod wurde vom römischen Historiker Justinus im Detail übersteigert: In seinem Versuch, das feindliche Schiff zu packen, verlor Kynaigeiros erst seine rechte Hand. Dann ergriff er das Schiff mit seiner Linken. Nachdem er beide Hände verloren hatte, versuchte er, es mit seinen Zähnen zu packen und auch in seinem verstümmelten Zustand kämpfte er verzweifelt bis zum Tod.